# Heinrich Carl Friedrich Kreutz
Heinrich Carl Friedrich Kreutz, nemški astronom, * 8. september 1854, Siegen, Nemčija,  † 3. julij 1907, Kiel, Nemčija.
Po njem se imenuje skupina kometov, ki pridejo v bližino Sonca in jih imenujemo blizusončevi kometi.
Njemu v čast so poimenovali asteroid 3635 Kreutz.

## Življenje
Študiral je astronomijo na Univerzi v Bonnu pri profesorjih Adalbertu Krügerju (1832 – 1896) in Eduardu Schönfeldu (1828 – 1891). V letu 1880 je diplomiral in odšel na Dunaj, kjer je delal pri astronomu Theodorju Oppolzerju (1841 – 1886). Pozneje je deloval kot računar v Astronomskem računskem inštitutu v Berlinu. Nato je delal kot računar in pozneje kot opazovalec na observatoriju pri profesorju Krügerju, ki je postal predstojnik Observatorija v Berlinu.  V letu 1891 je postal profesor astronomije na Univerzi v Kielu (Christian-Albrechtova univerza).

## Delo
Kreutz je proučeval tirnice kometov. Še posebej so ga zanimali kometi, ki na svoji poti pridejo v bližino Sonca. Ugotovil je, da so verjetno ostanki nekega večjega kometa, ki je razpadel v preteklosti. Te vrste kometov so med nasvetlejšimi kometi.
Bil je tudi med izdajatelji znane astronomske revije Astronomische Nachrichten (astronomske novice).